# Tapio Luoma
Tapio Juhani Luoma, född 15 juni 1962 i Kurikka, är en finländsk teolog och ärkebiskop i Åbo ärkestift inom Evangelisk-lutherska kyrkan i Finland.

## Biografi

### Utbildning
Luoma blev teologie kandidat 1999, teologie licentiat 1996 och teologie doktor 1999. Åren 1993–1994 bedrev han forskarstudier vid Edinburghs universitet. Hans doktorsavhandling heter Incarnation and Physics – Natural Science in the Theology of Thomas F. Torrance (Oxford University Press 2002), och i den behandlar han förhållandet mellan teologi och naturvetenskap. Förutom sin doktorsavhandling har Luoma även publicerat bland annat andaktsböcker.

### Karriär
Han prästvigdes den 11 november 1987 i Lappo, avlade pastoralexamen 1990 och högre pastoralexamen 1997. Efter prästvigningen tjänstgjorde han i Peräseinäjoki, Ilmola och Seinäjoki församlingar, i den sistnämnda som kyrkoherde. Han utsågs till Årets präst 2000.
Han valdes till biskop i Esbo stift den 4 november 2011 och vigdes till sitt ämbete den 12 februari 2012 i Esbo domkyrka. Han segrade i ärkebiskopvalet den 1 mars 2018 med 51,67% av rösterna och valdes därmed till Finlands ärkebiskop. Han kom att tillträda tjänsten den 1 juni 2018.
Luoma arbetade som hallåa på Rundradion åren 1986–1987.

### Familj
Tapio Luoma är gift och har tre barn.

## Uppfattningar
Tidigare stödde Luoma inte kyrklig vigsel för samkönade par och ansåg att äktenskap endast skulle vara mellan man och kvinna. Kyrkomötets beslut i maj 2018 var också negativt till vigsel av samkönade par. Sedan dess har Luomas inställning ändrats. Han hoppas att kyrkan ska tillåta samkönade pars vigsel för de präster som vill göra det. Enligt Luoma kommer förändringen obevekligen att ske. Luoma har även gett sitt stöd till ett medborgarinitiativ som förbjuder omvändelseterapi. Han har påmint om att kyrkan inte har kallat homosexualitet för en synd i sina officiella uttalanden på årtionden.
Luoma har också tagit ställning i rasismdebatten. Enligt honom är rasism en synd i den kristna tron, eftersom människovärdet inte avgörs genom en överenskommelse mellan människor, utan människovärdet är givet till människor som skapade av Gud.
I oktober 2023 kritiserade Luoma regeringen Orpos regeringsprogram i en text på sin hemsida, bland annat för att arbetet fått en alltför hög status. Han försvarade också kyrkans rätt att yttra sig i samhälleliga frågor.

## Utmärkelser
- Storkorset av Finlands Lejons orden,  6 december 2023[12]
- Fredsträdets minnesmedalj[13]

[Redigera Wikidata]

## Verk
- Incarnation and physics : Thomas F. Torrence's christological bridge between theology and the natural sciences. Peräseinäjoki]: T. Luoma, [1999] ISBN 952-91-0348-4. - Väitöskirja Helsingin yliopisto 1999
  - Incarnation and physics : natural science in the theology of Thomas F. Torrance. Tapio Luoma. New York : Oxford University Press, 2002. (American Academy of Religion academy series.). ISBN 0-19-515189-5
- Iloa ja siunausta sinulle. Tapio Luoma. Helsinki : Minerva, 2013 ISBN 978-952-492-801-4
- Siunausta ja varjelusta elämääsi. Minerva, 2015 ISBN 978-952-312-114-0
- Ytimessä : #365 sytykettä elämään. Tapio Luoma. Kirjapaja, 2017 ISBN 978-952-288-756-6
- Siunauksen siivin. Minerva, 2017 ISBN 978-952-312-496-7
- Sanan aika 2018-2019. Kirjapaja, 2018 ISBN 978-952-288-954-6 (utkom 9/2018)
- Arkkipiispan talossa -podcast. (från och med 24.5. 2023)